# Chiesa di San Martino (Toirano)
La chiesa di San Martino è un luogo di culto cattolico situato nel comune di Toirano, in piazza San Martino, in provincia di Savona. La chiesa è sede della parrocchia omonima del vicariato di Loano della diocesi di Albenga-Imperia.

## Storia e descrizione

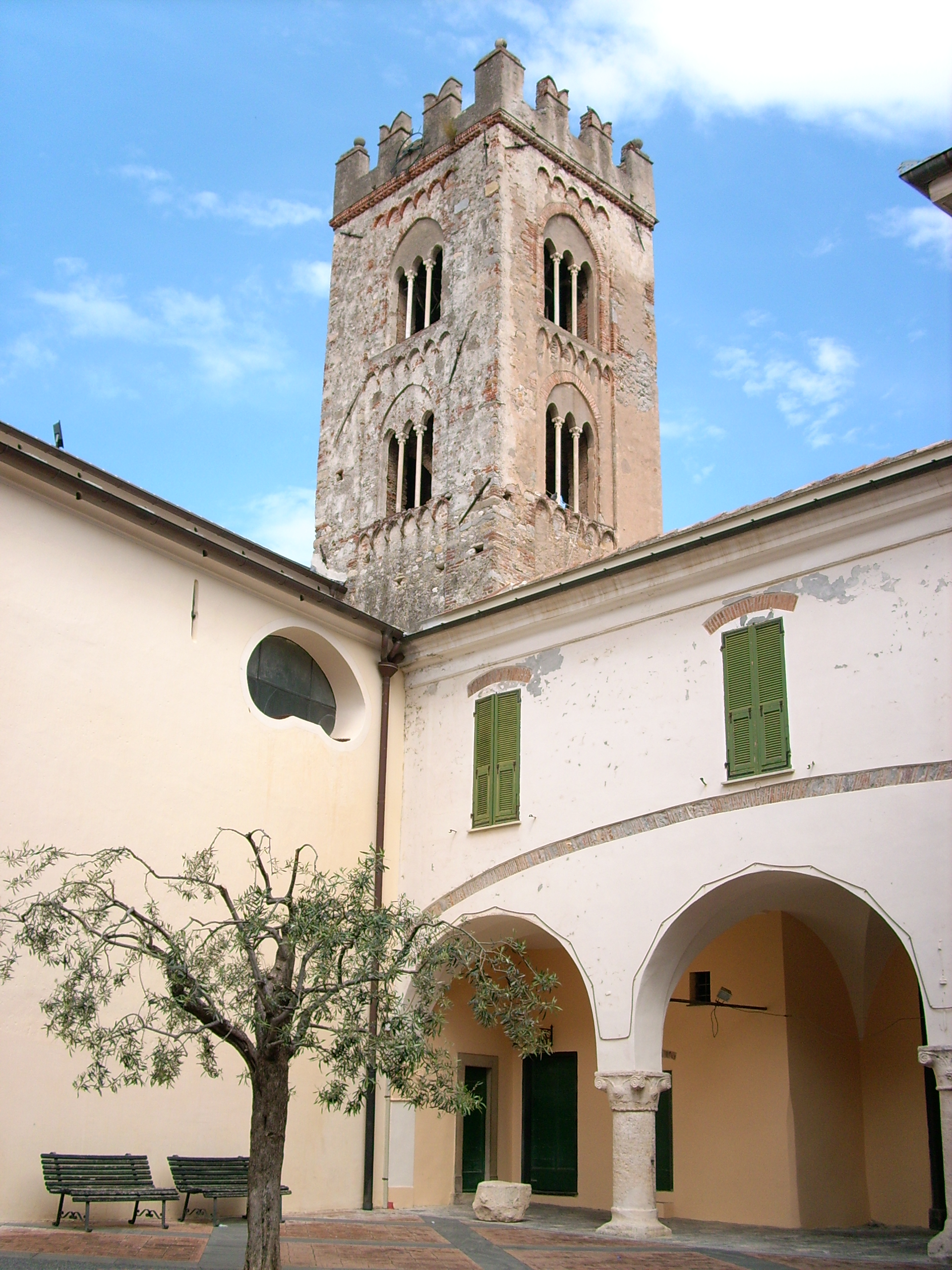
Il campanile della parrocchiale

Un primo edificio sorse in epoca medievale intitolato al vescovo di Tours; l'arcipretura di Toirano viene citata per la prima volta il 3 settembre 1235. 
La chiesa attuale fu riedificata sul finire del XVI secolo inglobando parte delle murature dell'antica pieve, di cui rimangono tre colonne poste nella loggia antistante l'attiguo oratorio dei disciplinanti. Venne consacrata il 1º agosto 1609 dal vescovo di Albenga monsignor Luca Fieschi. 
Di stile architettonico barocco, la chiesa di San Martino è distinta in tre navate con volta a botte e divisa da colonne in pietra rosa di Verezzi con capitelli d'ordine corinzio.Il ciclo degli affreschi raffiguranti gli episodi della vita e dei miracoli del santo di Tours presenti sulla volta centrale, il presbiterio e il dipinto sulla facciata furono eseguiti dall'artista Gerolamo Graffigna, allievo del maestro Nicolò Barabino, tra il 1892 e il 1893. 
Sull'altare maggiore, quest'ultimo eseguito dal marmoraio genovese Carlo Giuseppe Stella nel 1719, è conservato un crocifisso processionale attribuito allo scultore Giovanni Battista Bissone detto "il Veneziano"; una pala d'altare della Vergine del Rosario, di ignoto pittore del principio del Cinquecento, è presente nella navata destra proveniente dalla locale chiesa della Madonna del Rosario, un tempo vicariato domenicano. Il pulpito marmoreo, in stile rococò, è datato al 1755 con la scala del 1764 anch'essa in marmo intarsiato.
La torre campanaria, risalente al XIV secolo, a doppio ordine di trifore poste sui quattro lati, integrate nel restauro del 1963, è coronata da una merlatura in stile ghibellino di epoca posteriore alla costruzione.